# 松平一生
松平一生（日语：／ Matsudaira Kazunari，1570年—1604年5月23日）是日本安土桃山時代至江戶時代初期的武將、譜代大名。下野板橋藩初代藩主。一生系大給松平家初代。父親是松平近正。

## 生平
在元龜元年（1570年）出生，家中長男。從天正13年（1585年）開始以德川家康近臣的身份仕官。慶長5年（1600年），因為父親近正在關原之戰的前哨戦伏見城之戰中戰死，於是繼承家督。關原之戰後，父親的武功受到家康讚賞，於是從上野三之倉5千5百石加增移封至下野板橋1萬石而成為大名。
慶長7年（1602年），在佐竹義宣從常陸水戶移封至出羽久保田時，擔任水戶城番，鎮壓佐竹氏舊臣策劃的一揆。在慶長9年（1604年）4月25日死去。享年35歲。繼承人是長男成重。